# Phaonia fangshanensis
Phaonia fangshanensis är en tvåvingeart som beskrevs av Wang, Xue och Wu 1997. Phaonia fangshanensis ingår i släktet Phaonia och familjen husflugor. Inga underarter finns listade i Catalogue of Life.